# 辛巴威奧林匹克委員會
津巴布韋奧林匹克委員會（Zimbabwe Olympic Committee）是津巴布韋的國家奧林匹克委員會。該組織成立於1934年，是國際奧林匹克委員會和非洲國家奧林匹克委員會聯合會的成員。1980年首次以津巴布韋的名義參與夏季奧運會。
現時，津巴布韋奧林匹克委員會的總部設在首都哈拉雷，主席是Mr Admire Masenda。

## 資料來源
1. ↑  .   [2014-05-13]. （原始内容存档于2020-04-17）.